# Ruda nad Moravou
Ruda nad Moravou település Csehországban, Šumperki járásban. Ruda nad Moravou Bohdíkov, Bušín, Bludov, Šumperk, Bohutín, Olšany, Malá Morava és Janoušov településekkel határos. Lakosainak száma 2565 fő (2024. január 1.).

## Népesség
A település lakosságának változását az alábbi diagram mutatja:
| Lakosok száma | 4122 | 4409 | 4313 | 2891 | 2671 | 2474 | 2565 | 2537 | 2514 | 2565 |
|               | 1869 | 1890 | 1921 | 1950 | 1980 | 2001 | 2017 | 2019 | 2022 | 2024 |